# Alexei Bell
Alexei Bell Caballero (ur. 18 czerwca 1990) – kubański zapaśnik w stylu klasycznym. Olimpijczyk z Londynu 2012, gdzie zajął dwunaste miejsce w kategorii 74 kg.
Zastąpił w ostatniej chwili Jorgisbella Álvareza na igrzyskach olimpijskich.
Mistrz panamerykański w 2013 i drugi w 2012. Czwarty w Pucharze Świata w 2011 roku.